# WAVETV
WAVETV는 스카이라이프 채널602번을 통해 방송된 채널이었다. 2002년 개국했고, 2009년 폐국되었다.